# TimesTen
Oracle内存数据库 TimesTen 是一个优化内存的关系数据库，提供了响应时间极短且吞吐量极高的应用程序，可满足各行业应用程序的需求，特别是拥有实时业务的企业（例如，资本市场）的需求。